# Luis Concha Córdoba
Luis Concha Córdoba (né le 7 novembre 1891 à Bogota, capitale de la Colombie, et mort le 18 septembre 1975 à Bogota) est un cardinal colombien de l'Église catholique du XXe siècle, nommé par le pape Jean XXIII. Il est le fils de José Vicente Concha, président conservateur de la Colombie en 1914-1918.

## Biographie
Luis Concha Córdoba étudie à Bogota, à Paris (où son père est ambassadeur de la Colombie) et à Rome. Après son ordination, il fait du travail pastoral à Bogota et y est professeur au séminaire, au "Gimnasio Moderno" et au "Colegio Nuestra Señora del Rosario". Il est chanoine du chapitre de la cathédrale de Bogota et secrétaire de la curie archidiocèsaine, chancelier archidiocesain et vicaire général substitut de Bogotá en 1934-1935.
Concha est élu évêque de Manizales en 1935. Le diocèse est promu archidiocèse en 1954. Il est transféré à l'archidiocèse de Bogota en 1959. Concha est président de la Conférence épiscopale de Colombie[Quand ?].
Le pape Jean XXIII le crée cardinal lors du consistoire du 19 janvier 1961. Concha Córdoba participe au conclave de 1963, lors duquel Paul VI est élu, et assiste au concile Vatican II en 1962-1965.